# Il matrimonio (film 1954)
Il matrimonio è un film italiano del 1954 diretto da Antonio Petrucci.
È un film che raccoglie e mischia tre episodi ispirati alle commedie teatrali di Anton Čechov Una domanda di matrimonio, L'orso e Le nozze.

## Trama
Grisna Smirnov è in difficoltà finanziarie e cerca di farsi saldare un debito dalla vedova Elena Ivanovna, che ha deciso di non vedere più nessuno; ma, dopo le prime battute, i due arrivano a sfidarsi a duello.
Ivan Vassilievic corteggia Natalia, ma i loro caratteri profondamente diversi, attiva lei, passivo lui, li portano spesso a discutere e litigare anche per delle sciocchezze.
Epaminonda Massinovich finalmente si sposa, ma la suocera pretende che tra gli ospiti figuri un generale per dare prestigio alle nozze. L'amico, però, non trova di meglio che un capitano di marina, che ben si adatta ma, dopo aver bevuto troppo, rivela a tutti la verità.